# 정의재
정의재(1990년 9월 5일 ~ )는 대한민국의 배우, 가수, 모델이다. 돼지의 왕, 킬힐, 꽃파당: 조선혼담공작소, 진짜가 나타났다! 등의 드라마에 출연했다.

## 디스코그래피

### 사운드트랙 출연
- 다른우연 (2016년) - 음반명: Justice System

## 참여작품

### 텔레비전 시리즈
- 2019년: 꽃파당: 조선혼담공작소 - 현 역
- 2020년: 복수해라 - 김현성 역
- 2022년: 킬힐 - 서준범 역
- 2022년: 돼지의 왕 - 진해수 역
- 2022년: 커튼콜 - 무진 역
- 2023년: 진짜가 나타났다! - 김준하 역

### 뮤직 비디오 출연
- 2014년: Christmalo (서태지) 3:35
- 2014년: LUV (에이핑크) 4:00
- 2015년: Mismatch (신보라) 3:35
- 2015년: Why Not (진가화) 6:04

## 연극
- 2018년: 너에게 빛의 속도로 간다
- 2019년: 랭보
- 2020년: 여명의 눈동자